# أنجيلو تساروشاس
أنجيلو تساروشاس هو ممثل كندي، ولد في 6 فبراير 1976 بمونتريال في كندا.

## أعمال

### أفلام
- (2003) المجند[3]
- (2004) الأمير وأنا[4]
- (2004) هارولد وكومار يذهبان إلى مطعم القلعة البيضاء

## وصلات خارجية
- أنجيلو تساروشاس على موقع IMDb (الإنجليزية)
- أنجيلو تساروشاس على موقع ألو سيني (الفرنسية)
- أنجيلو تساروشاس على موقع أول موفي (الإنجليزية)
- أنجيلو تساروشاس على موقع قاعدة بيانات الأفلام السويدية (السويدية)
- أنجيلو تساروشاس على موقع قاعدة بيانات الفيلم (الإنجليزية)
- أنجيلو تساروشاس على موقع كينوبويسك (الروسية)